# 1670 год
1670 (ты́сяча шестьсо́т семидеся́тый) год  по григорианскому календарю — невисокосный год, начинающийся в среду. Это 1670 год нашей эры, 10‑й год 7‑го десятилетия XVII века 2‑го тысячелетия, 1‑й год 1670‑х годов. Он закончился 355 лет назад.
| Пн | Вт | Ср | Чт | Пт | Сб | Вс |
|    |    | 1  | 2  | 3  | 4  | 5  |
| 6  | 7  | 8  | 9  | 10 | 11 | 12 |
| 13 | 14 | 15 | 16 | 17 | 18 | 19 |
| 20 | 21 | 22 | 23 | 24 | 25 | 26 |
| 27 | 28 | 29 | 30 | 31 |    |    |

| Пн | Вт | Ср | Чт | Пт | Сб | Вс |
|    |    |    |    |    | 1  | 2  |
| 3  | 4  | 5  | 6  | 7  | 8  | 9  |
| 10 | 11 | 12 | 13 | 14 | 15 | 16 |
| 17 | 18 | 19 | 20 | 21 | 22 | 23 |
| 24 | 25 | 26 | 27 | 28 |    |    |

| Пн | Вт | Ср | Чт | Пт | Сб | Вс |
|    |    |    |    |    | 1  | 2  |
| 3  | 4  | 5  | 6  | 7  | 8  | 9  |
| 10 | 11 | 12 | 13 | 14 | 15 | 16 |
| 17 | 18 | 19 | 20 | 21 | 22 | 23 |
| 24 | 25 | 26 | 27 | 28 | 29 | 30 |
| 31 |    |    |    |    |    |    |

| Пн | Вт | Ср | Чт | Пт | Сб | Вс |
|    | 1  | 2  | 3  | 4  | 5  | 6  |
| 7  | 8  | 9  | 10 | 11 | 12 | 13 |
| 14 | 15 | 16 | 17 | 18 | 19 | 20 |
| 21 | 22 | 23 | 24 | 25 | 26 | 27 |
| 28 | 29 | 30 |    |    |    |    |

| Пн | Вт | Ср | Чт | Пт | Сб | Вс |
|    |    |    | 1  | 2  | 3  | 4  |
| 5  | 6  | 7  | 8  | 9  | 10 | 11 |
| 12 | 13 | 14 | 15 | 16 | 17 | 18 |
| 19 | 20 | 21 | 22 | 23 | 24 | 25 |
| 26 | 27 | 28 | 29 | 30 | 31 |    |

| Пн | Вт | Ср | Чт | Пт | Сб | Вс |
|    |    |    |    |    |    | 1  |
| 2  | 3  | 4  | 5  | 6  | 7  | 8  |
| 9  | 10 | 11 | 12 | 13 | 14 | 15 |
| 16 | 17 | 18 | 19 | 20 | 21 | 22 |
| 23 | 24 | 25 | 26 | 27 | 28 | 29 |
| 30 |    |    |    |    |    |    |

| Пн | Вт | Ср | Чт | Пт | Сб | Вс |
|    | 1  | 2  | 3  | 4  | 5  | 6  |
| 7  | 8  | 9  | 10 | 11 | 12 | 13 |
| 14 | 15 | 16 | 17 | 18 | 19 | 20 |
| 21 | 22 | 23 | 24 | 25 | 26 | 27 |
| 28 | 29 | 30 | 31 |    |    |    |

| Пн | Вт | Ср | Чт | Пт | Сб | Вс |
|    |    |    |    | 1  | 2  | 3  |
| 4  | 5  | 6  | 7  | 8  | 9  | 10 |
| 11 | 12 | 13 | 14 | 15 | 16 | 17 |
| 18 | 19 | 20 | 21 | 22 | 23 | 24 |
| 25 | 26 | 27 | 28 | 29 | 30 | 31 |

| Пн | Вт | Ср | Чт | Пт | Сб | Вс |
| 1  | 2  | 3  | 4  | 5  | 6  | 7  |
| 8  | 9  | 10 | 11 | 12 | 13 | 14 |
| 15 | 16 | 17 | 18 | 19 | 20 | 21 |
| 22 | 23 | 24 | 25 | 26 | 27 | 28 |
| 29 | 30 |    |    |    |    |    |

| Пн | Вт | Ср | Чт | Пт | Сб | Вс |
|    |    | 1  | 2  | 3  | 4  | 5  |
| 6  | 7  | 8  | 9  | 10 | 11 | 12 |
| 13 | 14 | 15 | 16 | 17 | 18 | 19 |
| 20 | 21 | 22 | 23 | 24 | 25 | 26 |
| 27 | 28 | 29 | 30 | 31 |    |    |

| Пн | Вт | Ср | Чт | Пт | Сб | Вс |
|    |    |    |    |    | 1  | 2  |
| 3  | 4  | 5  | 6  | 7  | 8  | 9  |
| 10 | 11 | 12 | 13 | 14 | 15 | 16 |
| 17 | 18 | 19 | 20 | 21 | 22 | 23 |
| 24 | 25 | 26 | 27 | 28 | 29 | 30 |

| Пн | Вт | Ср | Чт | Пт | Сб | Вс |
| 1  | 2  | 3  | 4  | 5  | 6  | 7  |
| 8  | 9  | 10 | 11 | 12 | 13 | 14 |
| 15 | 16 | 17 | 18 | 19 | 20 | 21 |
| 22 | 23 | 24 | 25 | 26 | 27 | 28 |
| 29 | 30 | 31 |    |    |    |    |

## События
- 1618—1683 — маньчжурское завоевание Китая. Процесс распространения власти маньчжурской империи Цин на территорию, принадлежавшую китайской империи Мин[1].
- 1666—1671 — Польско-казацко-татарская война. Боевые действия на Украине между Речью Посполитой и Османской империей (в реальности — между Гетманщиной и Крымским ханством)[2].
- 1669—1672 — восстание Сягусяина в Японии. Восстание народа айнов, коренных жителей Японии, на японском острове Хоккайдо против японских государственных и торговых властей, представленных в первую очередь родом Мацумаэ[3].
- 1670—1671 — раскрыт дворянский заговор в Венгрии во главе с Петром Зринским, Ференцем Надашдем и Ференцем Ракоци I. Многие участники заговора казнены.
- Июнь — Дуврский договор. Секретная договорённость, достигнутая в Дувре между представителями английского короля Карла II и французского короля Людовика XIV. Договор завершил семь лет негласных переговоров об англо-французском альянсе, которые вела Генриетта Анна (сестра английского короля и невестка французского)[4].
- Крестьянское восстание в Лангедоке под предводительством Антуана де Рура. Местные власти мобилизовали все силы, но не могли справиться с восстанием. Людовик и военный министр Лувуа послали в Лангедок крупную армию, разгромившую восставших и устроившую резню в Лангедоке.

## Русское государство
Царствование: 1645—1676 — Алексей Михайлович
- 1667—1676 — Соловецкое восстание[5].
  - Осада Соловецкого монастыря велась только в летние месяцы, на зиму войско уходило в Сумской острог[5].
- 1670—1671— Восстание Разина[6].
  - Март — русское правительство обеспокоенное движением казаков, совершавших насилие, грабежи и убийства посылает на Дон жильца Г.А. Евдокимова для выяснения обстановки[6].
  - 12 (22) апреля — в г. Черкасск по инициативе Разина казнён Евдокимов, как лазутчик[6].
  - Апрель — Разин угрожал смертью атаману Донского войска, своему крестному отцу К. Яковлеву[6].
  - Конец апреля — Разин с соратниками (ок. 4 тыс. чел.) двинулся в верховья Дона и на Волгу[6].
  - 15 (25) мая — казаки овладели Царицыным (сов. Волгоград) и казнили воеводу Т.В. Тургенева[6].
  - 22 июня (2 июля) — войско атамана Степана Разина заняло Астрахань. Восставшие казнили воеводу И.С. Прозоровского[6].
  - Июль — оставив в Астрахани отряд казаков во главе с В. Усом и Фёдором Шелудяком, Разин с 8 тыс. чел. вернулся в Царицын, где состоялся казачий круг, на котором было принято решение идти с основными силами на Москву. С Царицына Разин начал посылать "прелестные письма", в которых призывал примкнуть к восставшим[6].
  - 15 (25) августа — восставшие без боя вошли в Саратов[6].
  - 26 августа (5 сентября) — восставшие без боя вошли в Самару[6].
  - 4 (14) сентября — битва под Симбирском[6].
  - 6 (16) сентября — восставшие заняли часть Симбирска[6].
  - Сентябрь—октябрь — осада Симбирского кремля. Гарнизон крепости под командованием И.Б. Милославского и посланного на подмогу Ю.Н. Барятинского отбили 4 попытки штурма[6].
  - 9 (19) сентября — восставшие осадили Цивильск[6].
  - 9 (19) — 12 (22) сентября — отряд (ок. 3 тыс.чел.) восставших во главе с Ф.Т. Разиным (брат С.Т. Разина) проникнув в Слободскую Украину взяли и удерживали крепость Острогожск[6].
  - 16 (26) сентября — захвачен Алатырь[6].
  - 19 (29) сентября — взят Саранск[6].
  - 21 сентября (1 октября) — из Мурома выдвинулось царское войско под руководством Ю.А. Долгорукова[6].
  - 25 сентября (5 октября) — восставшие без боя заняли Пензу[6].
  - 27 сентября (7 октября) — Г.Г. Ромодановский разбил разинцев под г. Коротояк[6].
  - Сентябрь—ноябрь — Цивильск выдержал осаду разинцев[7].
  - Сентябрь—ноябрь — Ядрин занят отрядами восставших под управлением М. Осипова[8].
  - Начало октября — восставшие без боя взяли Козьмодемьянск[6].
  - 1 (11) октября — во время осады Симбирского кремля Степан Разин получил два ранения, а через три дня после одного из неудачных штурмов крепости с группой соратников был вынужден вернуться нас Дон[9].
  - 3 (13) октября — Милославский И.Б. вместе с войсками Барятинского Ю.Н. нанёс поражение восставшим у Симбирска[10].
  - 14 (24) октября — воевода Тамбова Я.Т. Хитрово нанёс поражение восставшим близ сёла Конобеева Шацкого уезда[6].
  - 17 (27) октября — воевода Тамбова Я.Т. Хитрово нанёс поражение восставшим близ сёла Алгасово Тамбовского уезда[6].
  - 17 (27) октября — Я.Т. Хитрово отбил разинцев от Шацка[6].
  - Конец октября/начало ноября — восставшие дважды осаждали, но не взяли Тамбов[6].
  - Октябрь — ноябрь — Фрол Разин на Слободской Украине занял крепости: Маяцкий городок (Мояцк) на р. Северный Донец, Царёв-Борисов (оба не существуют) и Чугуев[6].
  - Октябрь—декабрь — Темников занят отрядами восставших под командованием Алёны Арзамасской (казнена в декабре в Темникове) и Фёдора Сидорова[11].
  - 22 октября (1 ноября) — царское войско нанесло поражение разинцам в сражении близ села Мурашкино, севернее Арзамаса[6].
  - 23 октября (2 ноября) — царское войско выступившая из Казани под руководством Д.А. Барятинского, сняло осаду с Цивильска[6].
  - 23 октября (2 ноября) — войско Ю.Н. Барятинского вступило в Алатырь[6].
  - 3 (13) ноября — войско Д.А. Барятинского освободило Козьмодемьянск[6].
  - 6 (16) ноября — Г.Г. Ромодановский разбил разинцев близ Маяцкого городка[6].
  - 11 (21) ноября — безуспешная осада и штурм Тамбова[6].
  - 13 (23) ноября — Ю.Н. Барятинский разбил разинцев на р. Урень[6].
  - Осень — Разин рассылал небольшие отряды поднимать на борьбу крестьян и посадских людей[6].
  - Осень — повстанческие отряды появились в Тульском, Ефремовском, Новосильском, Галицком, Тамбовском и других уездах[6].
  - Осень — начались крестьянские волнения в Коломенском, Юрьев-Польском, Ярославском, Каширском, Боровском уездах, куда восставшим не удалось проникнуть[6].
  - 3 (13) декабря — вновь безуспешная осада и штурм Тамбова[6].
  - 16 (26) декабря — царские войска освободили Саранск[6].
  - 20 (30) декабря — освобождена Пенза[6].
- Русская миссия Николая Спафария в Китае.
- Ордин-Нащокин Афанасий Лаврентьевич подтверждает Андрусовское перемирие 1667 года, предотвратив возвращение Киева в состав Речи Посполитой[12].
- Ордин-Нащокин А.Л. достиг договорённости с Крымским ханством о мире и дружбе при условии выплаты крымчанам Русским государством ежегодной дани. Договорился о выкупе из крымско-татарского плена боярина В.Б. Шереметева[12].
- Ордин-Нащокин А.Л. снят с должности главы Посольского приказа (1667-1671) из-за разногласий по ключевым внешнеполитическим вопросам с царём Алексеем Михайловичем. После отставки удалился в Крыпецкий Иоанно-Богословский монастырь близ Пскова, приняв в 1672 году постриг с именем Антоний[12].
- Долгоруков Юрий Алексеевич женился 2-м браком на внучке князя Пожарского Дмитрия Михайловича — Евдокии Петровне[13].
- Пожалование Думным дворянином: Леонтьев Замятня Фёдорович[14].
- Пожалован боярством: Лопухин Авраам Никитич[14].
- В Нерчинский острог пришёл первый караван из Китая. С этого времени Нерчинск становится крупным торговым центром региона[15].
- Основан Коркинский острог (сов. г. Ишим)[16].

### Руководители приказов
| Года       | Приказ                  | Ф,И,О главы                         | Примечания                  |
| ---------- | ----------------------- | ----------------------------------- | --------------------------- |
| 1654—1680  | Оружейная палата        | Хитрово Богдан Матвеевич            |                             |
| 1664—1680  | Большого дворца         | Хитрово Богдан Матвеевич            | Первый в 1653-1654          |
| 1664—1680  | Судный дворцовый приказ | Хитрово Богдан Матвеевич            | Не путать с Судным приказом |
| 1666-1670  | Большой казны           | Одоевский Никита Иванович           |                             |
| 1666-1670  | Иноземский приказ       | Одоевский Никита Иванович           |                             |
| 1666-1670  | Рейтарский приказ       | Одоевский Никита Иванович           |                             |
| 1670-1676  | Иноземский приказ       | Троекуров Иван Борисович            |                             |
| 1670-1676  | Рейтарский приказ       | Троекуров Иван Борисович            |                             |
| 1667-16671 | Посольский приказ       | Ордин-Нащокин Афанасий Лаврентьевич |                             |
| 1667-16671 | Владимирская четверть   | Ордин-Нащокин Афанасий Лаврентьевич |                             |
| 1667-16671 | Галицкая четверть       | Ордин-Нащокин Афанасий Лаврентьевич |                             |
| 1667-16671 | Новгородская четверть   | Ордин-Нащокин Афанасий Лаврентьевич |                             |
| 1663-1670  | Казанского дворца       | Долгоруков Юрий Алексеевич          |                             |
| 1670-1672  | Казанского дворца       | Одоевский Яков Никитич              |                             |
| 1668-1676  | Монастырский приказ     | Заборовский Семён Иванович          | Думный дворянин             |
| 1664-1670  | Разрядный приказ        | Башмаков Дементий Минич             | Думный дьяк                 |
| 1669-1672  | Аптекарский приказ      | Голосов Лукьян Тимофеевич           | Думный дьяк                 |

#### Воеводы[23]
| Года        | Город     | Ф,И,О воеводы               | Примечания   |
| ----------- | --------- | --------------------------- | ------------ |
| 21 сентября | Алатырь   | Бутурлин Анкиф              |              |
| 1669-1675   | Албазин   | Черниговский Никифор        |              |
| 1670-1673   | Арзамас   | Татищев Михаил Юрьевич      |              |
| 1668-1670   | Астрахань | Прозоровский Иван Семёнович | Стольник     |
| 1667-1670   | Берёзов   | Гагарин Пётр Афанасьевич    |              |
| 1670-1672   | Берёзов   | Толбузин Фадей Ларионович   | Сын боярский |
| 1670        | Брянск    | Коробьин Иван Яковлевич     | Стольник     |

## Начало правлени
См. также: Список глав государств в 1670 году
- 1670—1699 — король Дании и Норвегии Кристиан V.
- 1670—1676 — Папа римский Климент X.

## Наука
- Иезуит Франциско Лана де Терзи[англ.] издал книгу «Prodromo, ovvero saggio di alcune invenzioni nuove premesso all’arte maestra» («Предварение, сиречь Описание некоторых новых изобретений, предзнаменующее Великое Искусство»), в которой он описал маленькое судно с мачтой и парусом на ней. Это судно было прообразом вакуумного дирижабля.[24].

## Родились
См. также: Категория:Родившиеся в 1670 году
- 12 мая — Август II Сильный, курфюрст Саксонии с 1694 года, король польский и великий князь литовский в 1697—1704 годах и с 1709 года (ум. 1733).
- 30 июня (10 июля) — Лопухина Евдокия Фёдоровна, русская царица (с 1689), первая жена Петра I, мать царевича Алексея Петровича[25].
- Одоевский Михаил Юрьевич Большой — комнатный стольник Петра I, подполковник гвардии, основатель старшей линии? старшей ветви княжеского рода[26].

## Скончались
См. также: Категория:Умершие в 1670 году
- 9 февраля — Фредерик III, король Дании и Норвегии[27].
- Годунов Пётр Иванович (по другим данным ум. 1671) — русский государственный и военный деятель[28]
- Хабаров Ерофей Павлович — русский землепроходец, сын боярский[29].